# نیکد اند فیمس
د نیکد اند فیمس گروهی ایندی راک از آوکلند نیوزیلند هستند که در سال ۲۰۰۷ تأسیس شد. این گروه متشکل از الیسا زایالیت (خواننده ، کیبورد) تام پاورز (خواننده و گیتاریست) و آرون شورت (کیبورد)، دیوید بیدل (باس) و جسی وود (درامز) می‌باشد.
این گروه تاکنون سه آلبوم استودیویی منتشر کرده است: من منفعل تو پرخاشگر (سال ۲۰۱۰) در نورد امواج (۲۰۱۳) و اشکال ساده (۲۰۱۶). از سال ۲۰۱۲ این گروه مستقر در لس آنجلس است.